# Teodora Comneno Ángelo
Teodora Comneno Ángelo fue una princesa bizantina, cuarta hija del emperador Alejo I Comneno e Irene Ducas. Ella se casó con Constantino Ángelo, almirante en Sicilia, con quien tuvo siete hijos. Los emperadores bizantinos Alejo III Ángelo e Isaac II Ángelo fueron sus nietos, lo que hace de ella un antepasado de la dinastía Ángelo.

## Familia
Teodora nació en Constantinopla en 1096, era la cuarta de cinco hijas del emperador Alejo e Irene. Sus abuelos paternos fueron Juan Comneno y Ana Dalaseno y maternos, Andrónico Ducas y María de Bulgaria.
Teodora se casó con Constantino Ángelo en algún momento antes de 1120. Constantino era el hijo de Manuel Ángelo y un comandante militar del emperador Manuel I en su época y después se convertiría en almirante de la flota imperial en Sicilia. El historiador bizantino Nicetas Coniata la nombra Theodoram Alexii avi Manuelis filiam como esposa de Constantium Angelum. La pareja tuvo siete hijos, aunque es posible que tuvieran ocho:
- Juan Ducas (aprox. 1126-1200), gobernante de Epiro, se casó primero con una mujer cuyo nombre no se conoce y con la que tuvo dos hijos, luego con Zoe Ducaina, con la que tuvo tres hijos;
- Alejo Comneno Ángelo, casado y padre de un hijo;
- Andrónico Ducas Ángelo (fallecido después de 1185), se casó con Eufrosine Castamonita, con la que tuvo nueve hijos, incluyendo los emperadores Alejo III Ángelo e Isaac II Ángelo;
- Isaac Ángelo, comandante militar de Cilicia;
- María Ángelo, casado Constantino Camitzes, con la que tuvo una hija;
- Eudoxia Ángelo, casado Basilio Tsicandeles.

No se sabe cuándo Teodora Comneno murió. Entre sus numerosos descendientes estaban Irene Ángelo, hija de Felipe de Suabia, que la convierte en un antepasado de todas las casas reales europeas (a través de la Casa de Hohenstaufen).